# Häcklingen
Häcklingen is een plaats in de Duitse gemeente Lüneburg, deelstaat Nedersaksen, en telt 207 inwoners (1939).
- Gemeinsame Normdatei: 1028566336
- Virtual International Authority File: 127339508